# Kecamatan Jetis (distrikt i Indonesien, Yogyakarta, lat -7,78, long 110,36)
Kecamatan Jetis är ett distrikt i Indonesien.   Det ligger i provinsen Yogyakarta, i den västra delen av landet, 400 km öster om huvudstaden Jakarta.